# Vijversburg
Vijversburg is een natuur- en cultuurpark op een landgoed in de Nederlandse gemeente Tietjerksteradeel. Het ligt ten zuiden van de provinciale weg N355 ter hoogte van Zwartewegsend nabij het dorp Tietjerk. Naast een villa bestaat het uit een ca. 15 hectare groot publiek toegankelijk park dat ook bekend staat als het Bos van Ypey. Aan de noordzijde bevindt zich aan de andere zijde van de weg een overtuin. Het landgoed, inclusief een bijbehorend woningcomplex aan de oostzijde, wordt beheerd door de stichting 'Op Toutenburg'.
Het park bestaat uit slingervijvers en -paden, een boomgaard, twee bruggen, een uitkijkheuvel, een eiland, parkbos en er zijn talrijke ooievaarsnesten. Verder is er een kluizenaarshut, een oranjerie, een theekoepel, een tuinhuis met grot, een volière, een rotstuin en een kruidentuin. Het park bevat beeldende kunst. In de overtuin staat het kunstwerk de Kelk van Rudi van de Wint.

## Geschiedenis

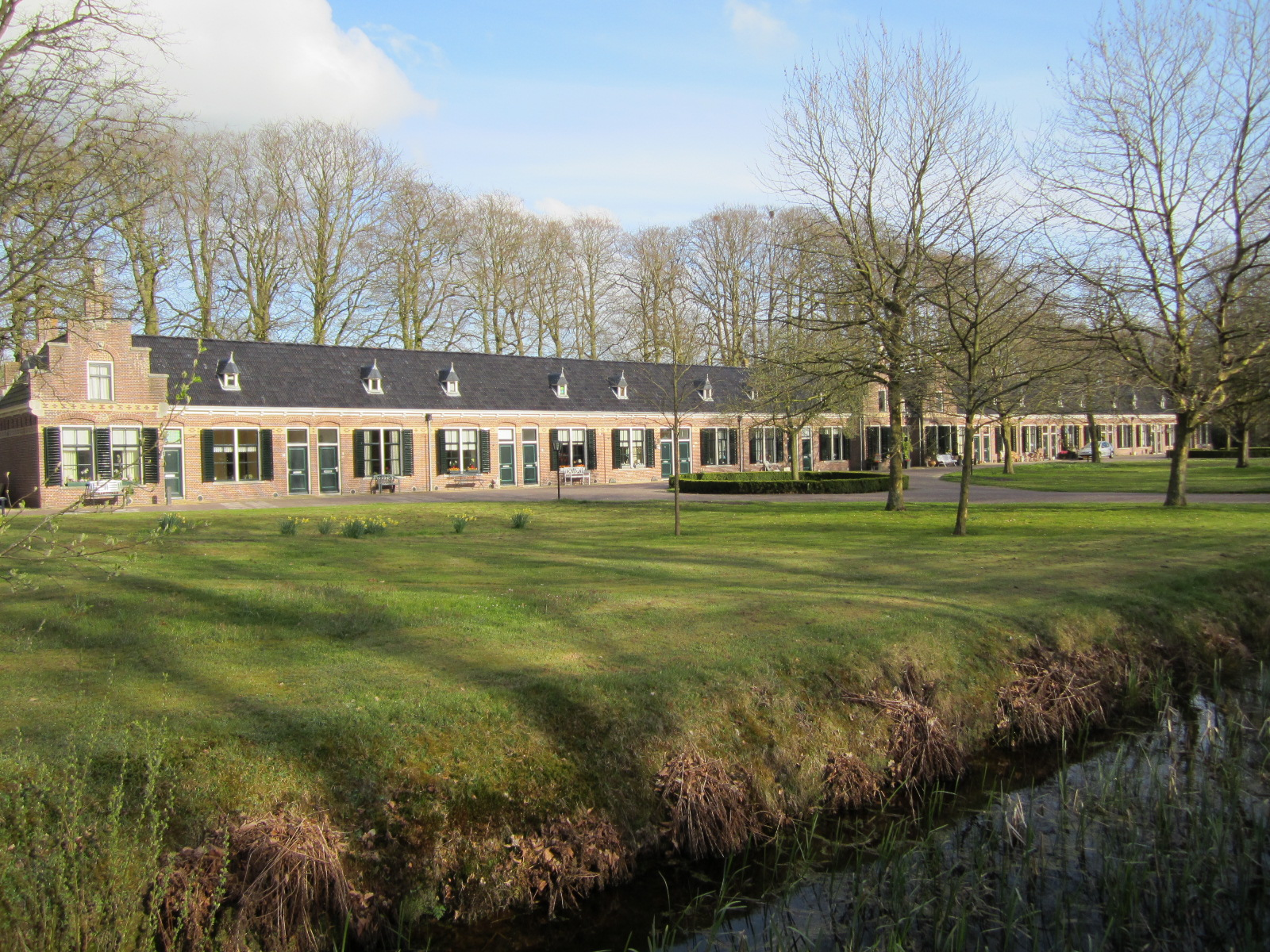
Woningcomplex Toutenburg

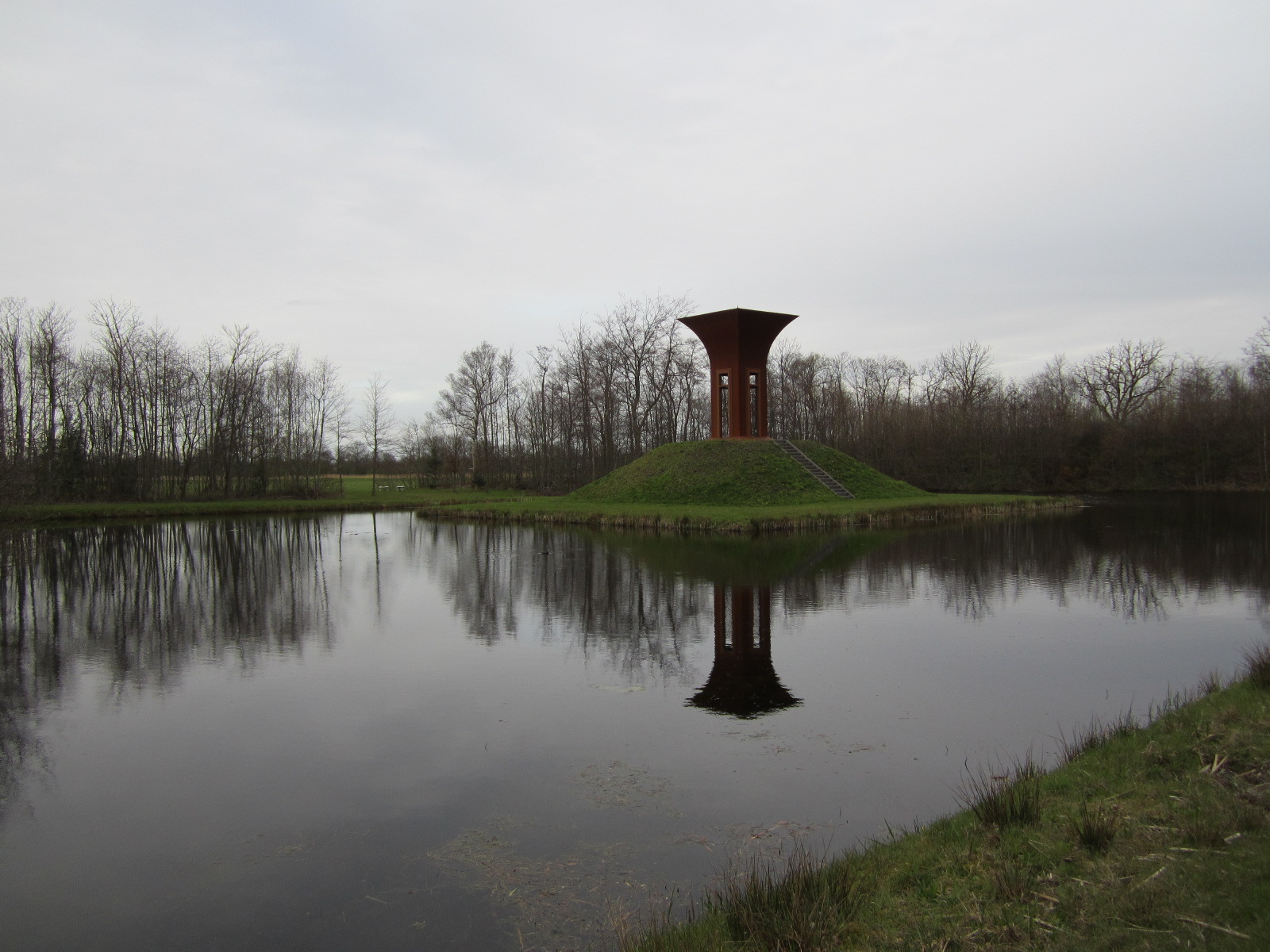
Kunstwerk De kelk

Villa Vijversburg met het omliggend park is aangelegd vanaf 1844 door de arts Nicolaas Ypey. Zijn echtgenote Baudina Looxma was het enig kind van de eigenaar van het landgoed, de koopman Age Looxma. In 1850 werd de oostelijk gelegen bouwval van slot 'Toutenburg' aangekocht en afgebroken. Na het overlijden in 1892 van hun enige en ongehuwde zoon (Age Looxma Ypey) werd bij testament tot aandenken aan zijn moeder de stichting 'Op Toutenburg' opgericht die park en villa ging beheren. Op de plek van het voormalige slot werd een gasthuis gebouwd voor behoeftige mensen uit de regio.
Tussen 2014 en 2017 is het terrein uitgebreid tot 30 hectare. Een deel werd ontworpen door LOLA Landscape Architects en Piet Oudolf. Er kwam een glazen aanbouw naar ontwerp van Junya Ishigami en Studio MAKS. Daar kunnen tentoonstellingen, muziekuitvoeringen en semi-openluchtkerkdiensten plaatsvinden. Er kwam een extra entree vanuit recreatiegebied De Groene Ster

## Keramiek
In het keramiekmuseum Princessehof te Leeuwarden is in het 'Looxma Ypey kabinet' de grote collectie Aziatisch porselein van de familie tentoongesteld. Deze is destijds gelegateerd aan de provincie Friesland.

## Evenementen
Jaarlijks wordt het Fantasyfestival Imaginarium gehouden op het landgoed.